# جايسون غرين
جايسون غرين (بالإنجليزية: Jason Green)‏ هو لاعب كرة قاعدة أمريكي، ولد في 5 يونيو 1975 في بورت هوب في كندا.

## وصلات خارجية
- جايسون غرين على موقعبيزبول رفرنس.كوم (الدوري الرئيسي) (الإنجليزية)
- جايسون غرين على موقعبيزبول رفرنس.كوم (الدوري الثانوي) (الإنجليزية)